# 拉赫巴赫河
50°56′36″N 14°08′06″E / 50.9432°N 14.1349°E
拉赫巴赫河是德國的河流，位於該國東部薩克森州，屬於易北河的右支流，在易北河砂岩山脈地區，由塞布尼茨河和波倫茨河匯流而成，